# 石原富松
石原 富松（いしはら とみまつ、1889年7月26日 - 没年不詳）は、日本の化学者、鉱物工学者。東北大学名誉教授を務め、鉱物の選鉱製錬研究において重要な業績を残した。特に、金属資源の有効利用に関する研究に従事し戦前戦中の日本の工業発展に貢献した。

## 経歴
1889年（明治22年）、宮城県に生まれる。旧制古川中学校（現・宮城県古川高等学校）を経て1915年（大正4年）東北帝国大学理科大学化学科を卒業。当時の日本は、日露戦争を経て工業化を推進しており、鉱業や冶金学が国家戦略上重要視されていた。こうした背景のもと、石原は選鉱・製錬技術の研究に進む。大学卒業後、東北帝国大学理科大学助教授および工業専門部教授となる。1924年イギリス、フランス、ドイツへ留学。この時期の欧州は第一次世界大戦の爪痕が残る中で、新たな工業技術が発展していた。石原は西欧の先端技術を学び、日本の鉱業分野へ還元した。日本に帰国後、工学博士の学位を取得し、選鉱製錬研究所の第三代所長に就任。戦前の日本は満州事変、日中戦争を経て、軍需産業の強化が求められていた。石原の研究は、戦時下の資源確保と国内産業の発展に寄与した。当時、日本は自国の鉱物資源に乏しく、戦争遂行のために鉄や銅などの金属資源確保が急務で、石原は鉱石の選鉱技術や製錬技術を発展させ、より効率的に金属を精錬する方法を研究した。これにより戦時中の軍需産業や重工業を支える一助となった。戦後、日本の鉱業・冶金学は戦時体制から転換を迫われ、平和利用へと向かい、彼の培った技術も日本の鉱物資源研究に貢献した。
1937年（昭和12年）東北帝国大学教授に就任。その後、盛岡工業専門学校・神戸工業専門学校校長を経て、1951年（昭和26年）東北大学教授に復帰。退官後に名誉教授となった。

## 時代背景と影響
石原が活躍した時代は、日本が工業化を進める中で、科学技術の発展が国家戦略と結びついていた時期である。特に東北帝国大学は、鉱業・冶金学の研究拠点として重要な役割を果たしていた。石原の研究は、日本の工業発展の一翼を担い、戦時体制下においても重要な位置を占めた。また、彼が関わった東北帝国大学選鉱製錬研究所は、現在の東北大学多元物質科学研究所へと発展し、現代に至るまで日本の材料科学の研究拠点として機能している。